# Літофіли
Літофіли — екстремофільні мікроорганізми, які можуть існувати в щілинах і порах  осадових і навіть  вулканічних порід на глибині декількох кілометрів. Деякі живуть на поверхні каменів і забезпечують себе енергією за рахунок фотосинтезу. Ті, що живуть на глибині, не фотосинтезують, але отримують енергію із оточуючих мінералів. Вони можуть жити в скельних тріщинах, де скупчується вода. Вода містить розчинений вуглекислий газ (CO2), який мікроби використовують для задоволення потреби в вуглеці. Вони були виявлені в кам'янистих породах на глибині близько 3 км, де температура сягає приблизно 75 °C.
Наземних літофілів можна знайти в каньйонах, що складаються переважно з граніту, магматичної гірської породи, та ґрунтів, насичених тріщинами. Організми з роду Elliptochloris, субаеральних фотосинтезуючих зелених водоростей, демонструють літофільні вподобання, колонізуючи гранітні тріщини та сусідство з наземними лишайниками. Літофільні лишайники з роду Collema формують тісні симбіотичні відносини між грибами та фотосинтезуючими водоростями, такими як Elliptochloris, з метою виробництва необхідних вторинних метаболітів насичених жирних кислот. Літофільні види водоростей, що колонізують тріщинуваті виходи гірських порід, індивідуально мають кокоподібну морфологічну форму, а в дорослому стані об'єднуються в еліптичну або кулясту форму.